# Kulturforum

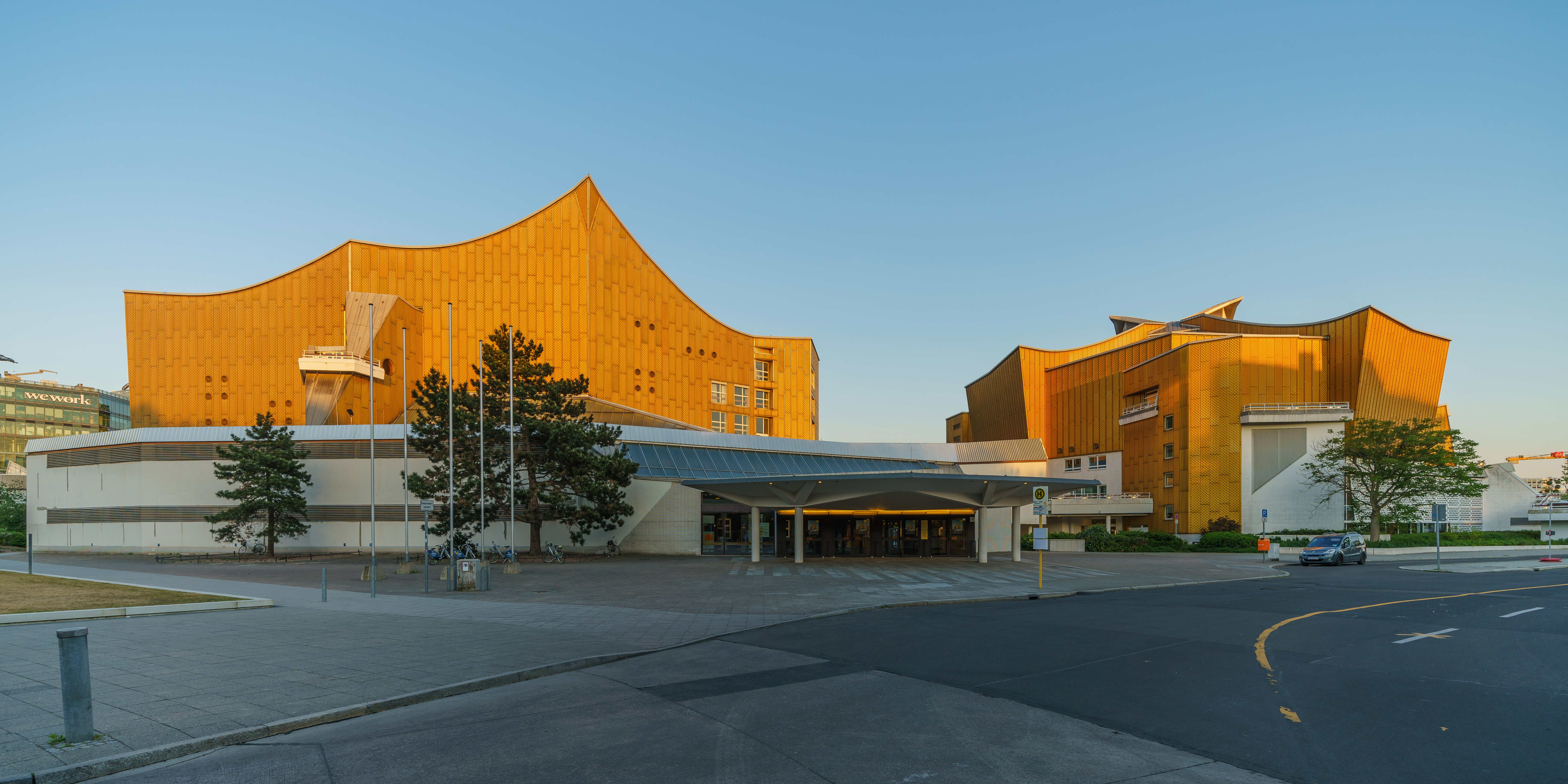
Fragment Kulturforum z Filharmonią i Salą Muzyki Kameralnej

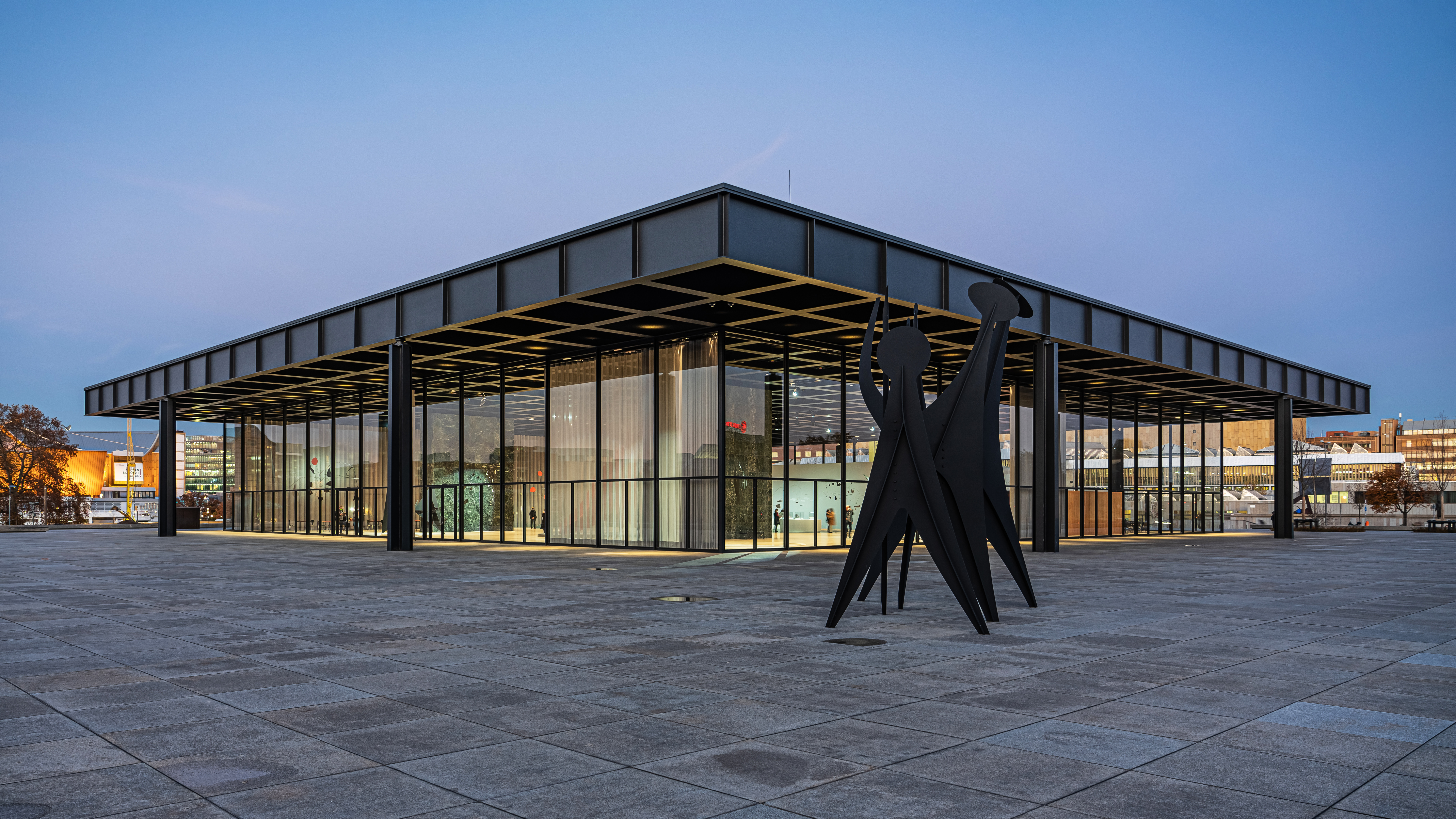
Nowa Galeria Narodowa

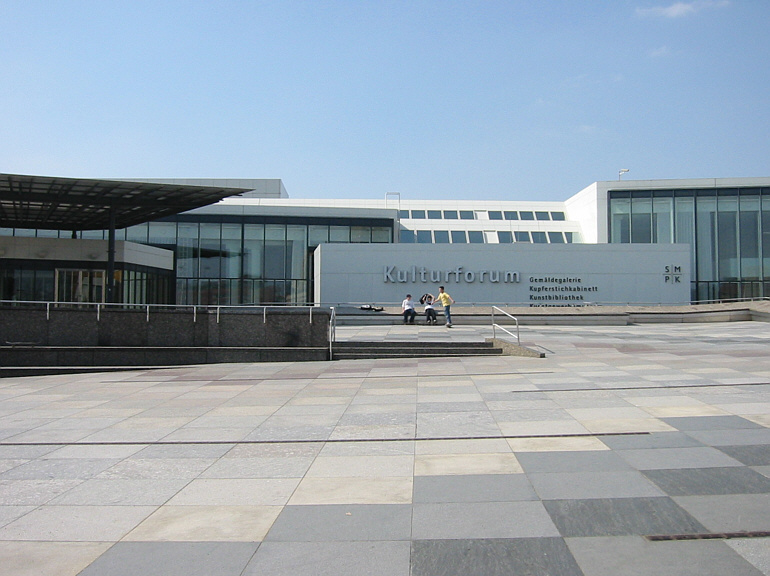
Gemäldegalerie

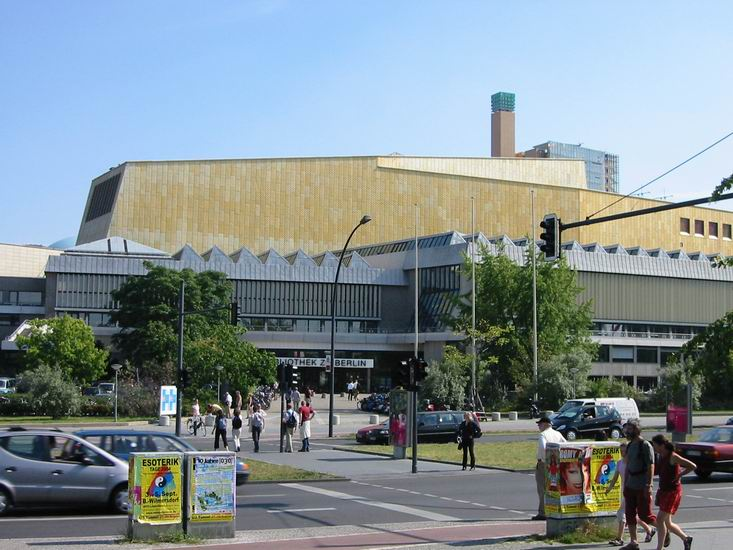
Biblioteka Państwowa

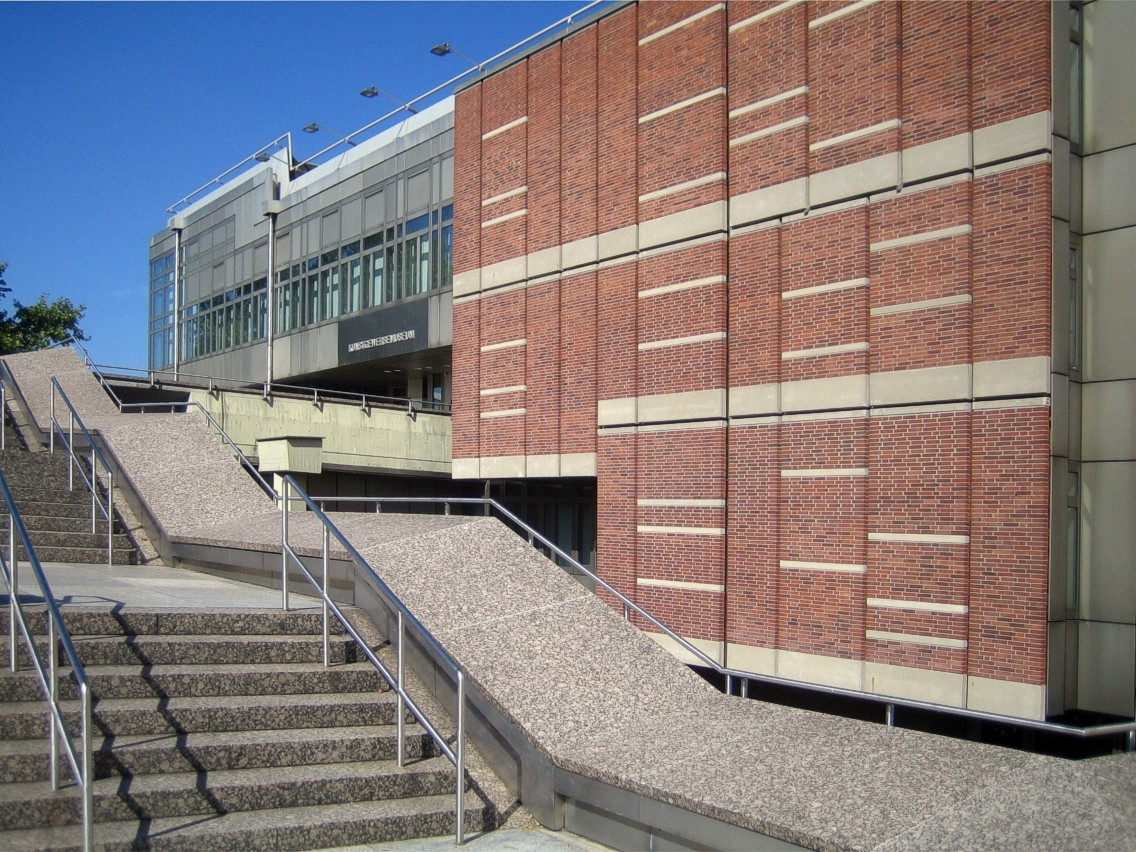
Muzeum Rzemiosła Artystycznego

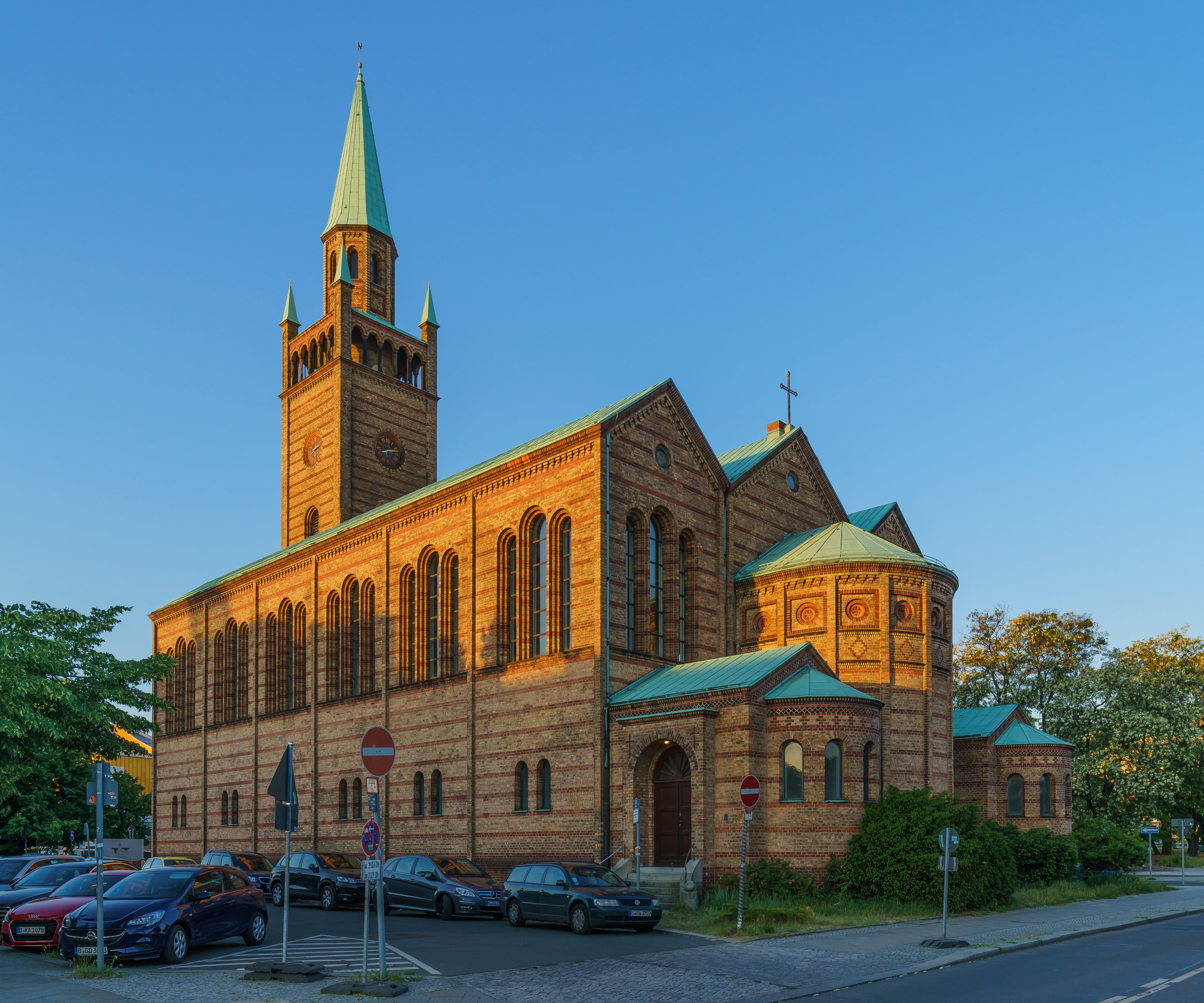
Neoromański kościół Św. Mateusza

Kulturforum – nowoczesne założenie urbanistyczno-architektoniczne w centrum Berlina, powstałe w latach 50. i 60. XX wieku. Znajduje się na terenie dzielnicy Tiergarten, w pobliżu Mitte. Przez Kulturforum i pobliski plac Poczdamski przebiega Bundesstraße 1. Kulturforum to przede wszystkim wielki ośrodek kultury i sztuki, znajdują się tu liczne muzea, filharmonia, biblioteki i inne instytucje o charakterze kulturalno-naukowym.

## Historia
Przed II wojną światową teren obecnego Kulturforum był gęsto zabudowany licznymi kamienicami, będącymi rezultatem wielkiej urbanizacji dawnej stolicy Królestwa Prus, która miała miejsce po zjednoczeniu Niemiec w 1871. Przeważała typowa dla schyłku XIX wieku eklektyczna zabudowa czynszowa, którą tworzyły monumentalne wielokondygnacyjne domy z rozległymi podworcami. Domy te tworzyły obszerne kwartały otaczające niewielki Mätthäikirchplatz, którego centrum stanowił starszy, pochodzący z połowy XIX w. neoromański kościół św. Mateusza wzniesiony według projektu Friedricha A. Stülera. W okresie III Rzeszy planowano wyburzenie wszystkich zabudowań, by w ich miejsce wznieść budowle zgodne z zamierzeniami planu uczynienia z Berlina stolicy świata. Miała powstać tzw. „Stolica Świata Germania” (niem. Welthauptstadt Germania) – jedyne w rodzaju „miasto w mieście” o neoklasycyzującej architekturze zaakceptowanej przez NSDAP. Projektantem tej koncepcji był Albert Speer.
Projekt ten nie doczekał się realizacji. Lata II wojny światowej, bombardowania spowodowane alianckimi nalotami dywanowymi oraz walki o Berlin w 1945 doprowadziły do całkowitego zniszczenia zabudowy. Po wojnie, kiedy to Tiergarten został wcielony do brytyjskiej strefy okupacyjnej, całe kwartały zostały zburzone. Zachowano jedynie kościół św. Mateusza. Obszar ten wszedł w skład Berlina Zachodniego, ten wielki plac został od strony wschodniej w 1961 odcięty Murem Berlińskim.
Zasadniczą przyczyną powstania Kulturforum były konsekwencje wynikające z podziału Berlina na dwie części. Większość siedzib instytucji kulturalnych powstałych przed wojną – opery, teatrów czy muzeów (np. Wyspa Muzeów), znalazły się w obrębie Berlina Wschodniego. W 1959 zapadła decyzja o wybudowaniu alternatywnego centrum kulturalnego w na terenie enklawy, w ramach tej inwestycji zatrudniono czołowe osobistości nowoczesnej architektury i sztuki.
Pierwszą budowlą powstałą na tym terenie jest filharmonia zbudowana w latach 1960–1963 według projektu Hansa Scharouna. Ten sam architekt wzniósł w 1964 dla Fundacji Pruskiego Dziedzictwa Kulturowego (niem. Stiftung Preußischer Kulturbesitz), nowy gmach oddziału Biblioteki Państwowej (niem. Staatsbibliotek) i Salę Muzyki Kameralnej (niem. Kammermusiksaal), która powstała we współpracy z architektem Edgarem Wisniewskim. W latach 1965–1968 powstał nowoczesny gmach Nowej Galerii Narodowej (niem. Neue Nationalgalerie) zaprojektowany przez Ludwiga Miesa van der Rohe.
Kolejna rozbudowa Kulturforum przypada na lata 80. ubiegłego stulecia. Wcześniej, bo w 1978, Fundacja Pruskiego Dziedzictwa Kulturowego otrzymała nową siedzibę Muzeum Rzemiosła Artystycznego (niem. Kunstgewerbemuseum) zaprojektowaną przez Rolfa Gutbroda. Kolejne inwestycje dla tej fundacji, jakie zrealizowano wówczas przy Kulturforum, to Gabinet Rycin (niem. Kupferstichkabinett, Sammlung der Zeichnungen und Druckgraphik) oraz Biblioteka Sztuki (niem. Kunstbibliothek). Edgar Wisniewski wybudował w 1984 Muzeum Instrumentów Muzycznych (niem. Musikinstrumenten-Museum).
Po upadku muru berlińskiego i zjednoczeniu Niemiec prace nad rozbudową Kulturforum wciąż trwały. Najważniejszą realizacją powstałą w obrębie tego założenia jest wzniesiona w 1998 przez architektów Heinza Hilmera i Christopha Sattlera Galeria Malarstwa (niem. Gemäldegalerie), do której przeniesiono z Dahlem zbiory europejskiego malarstwa należące do Państwowych Muzeów Berlińskich i Fundacji Pruskiego Dziedzictwa Kulturowego.

## Obiekty Kulturforum
- Nowa Galeria Narodowa
- Gemäldegalerie
- Gabinet Rycin
- Kunstgewerbemuseum – muzeum rzemiosła artystycznego
- Muzeum Instrumentów Muzycznych(inne języki)
- Filharmonia Berlińska
- Sala Muzyki Kameralnej
- Biblioteka Pruska